# X (rovás)
A rovás X a székely-magyar rovásban használatos betű.

## Hangértéke

Idegen betűk átírási lehetőségei rovásra

A rovásban kétféle írásmód lehetséges: az X=KSZ megfeleltetéssel, vagy az X önálló rovásjelével.
- Kszantus Kszavér
- Xantus Xavér

## Története

### 1629
Csaknem négy évszázada léztezik az X rovásjele. Bonyhai Moga Mihály ábécéjében láthatjuk az első kísérletet a latin ábécében fellelhető X rovásváltozatának lejegyzésére.

### 1943
Barátosi Lénárth Lajos: "a lámakolostorban talált ősírás kulcsa"

### 1971
Bárczy Zoltán rovás ábécéjében tünteti fel az X rovásjelét.

### 1994, 2001
Vér Sándor könyve. Kézirata már 1994-ben kész volt, személyes másolatokban került terjesztésre.

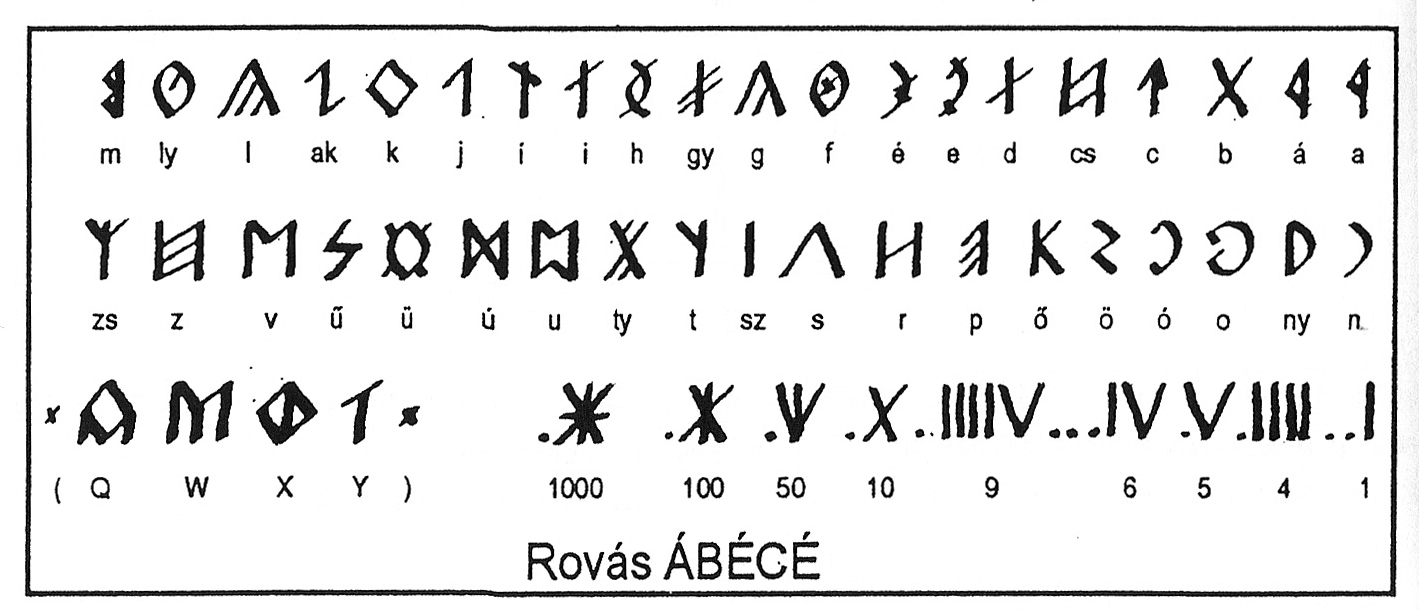
Vér Sándor rovás ÁBÉCÉ, 1996

### 2008
Élő Rovás szaktanácskozáson az X jellel foglalkozó munkacsoport (Idegen nevek átírása, a Q, W, Y, X, DZS, DZ betűk) javaslatára a tanácskozás határozatban módosította az X rovásjelét:
- Szabványjavaslat: A tanácskozás résztvevői határozatban támogatták a székely-magyar rovásnak az Unicode szabványosítás számára Dr. Hosszú Gábor által készített és az Élő Rovás Tanácskozáson bemutatott szabványtervezetét (N3527 Archiválva 2008. december 21-i dátummal a Wayback Machine-ben) az „x” karakter módosításával.

## Számítástechnikai megjelenítése

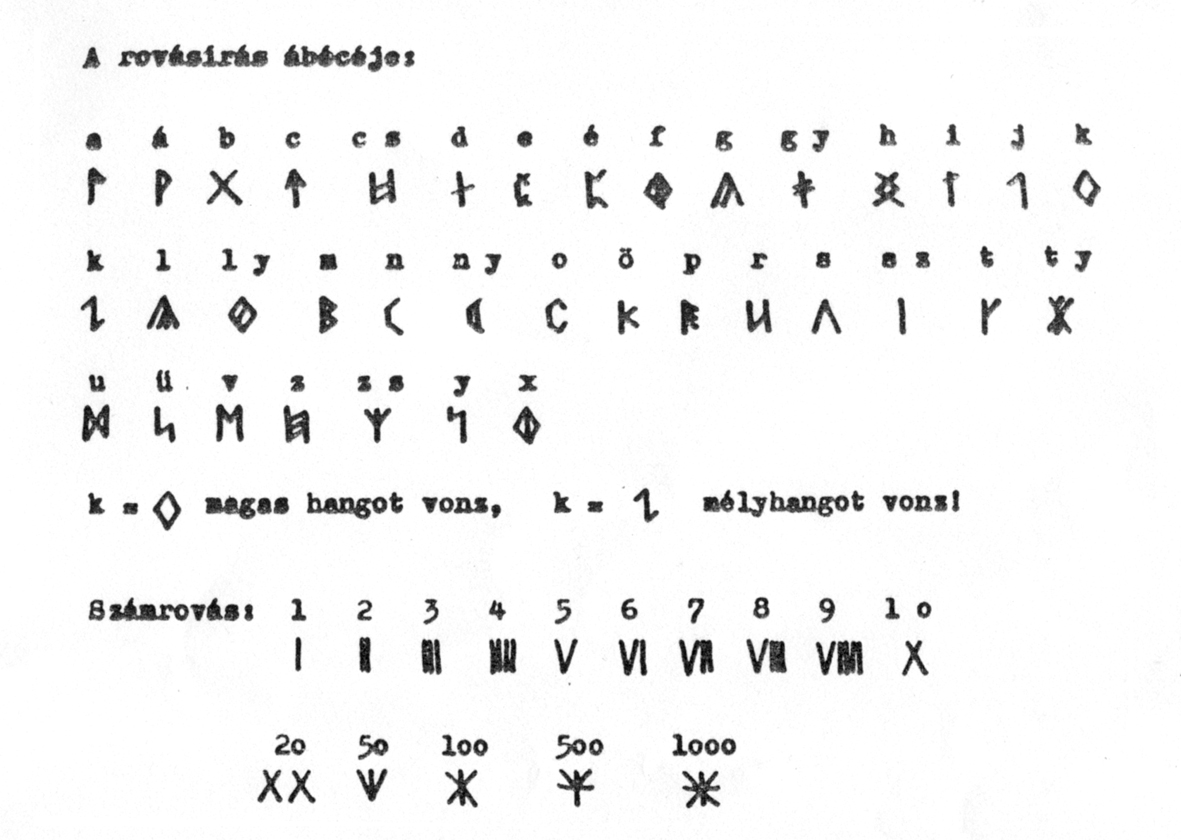
Bárczy Zoltán: Magyar rovásírás ábécéje (1971)

A korszerű székely-magyar rovás abc

### Betűkészlet
Ingyenesen letölthető a Rovás Kiterjesztett JB helyről. A hozzá tartozó kódtáblázat a kódtábla helyről érhető el.

## Forrásművek

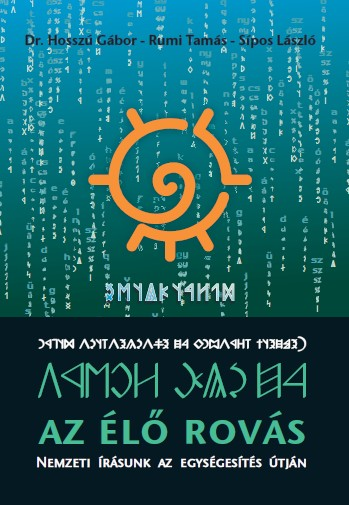
Az Élő Rovás

- Élő rovás szaktanácskozás könyve Élő Rovás - Nemzeti írásunk a szabványosítás útján. Imagent Kft. – Wou kft., Budapest, 2008. 1. kiadás ISBN 9789638796714
- Élő rovás szaktanácskozás könyve Élő Rovás - Nemzeti írásunk az egységesítés útján. Imagent Kft. – Wou kft., Budapest, 2010. 2. kiadás ISBN 9789638796752
- Bárczy, Zoltán (1971): Magyar rovásírás [Hungarian Rovas Script], “Nap fiai” újság melléklete [Sons of the Sun], 1971.
- A Magyar Rovásírók Közösségének javaslata (készítette Dr. Hosszú Gábor): Proposal for encoding the Szekler-Hungarian Rovas in the BMP and the SMP of the UCS Archiválva 2008. december 21-i dátummal a Wayback Machine-ben, 2008. október 4.
- Rovásírás konferencia - Gödöllői Szolgálat c. újság, 2008. október 9.
- Für Zoltán: A magyar rovásírás ábécés könyve, Püski, 1999.
- Vér Sándor (2001): Életfa. Szeged: Bába és Társai, 2001 (Első kiadás), 2003 (Második kiadás), 2008 (Harmadik kiadás).
- Gábor Hosszú (2011): Heritage of Scribes. The Relation of Rovas Scripts to Eurasian Writing Systems.  First edition. Budapest: Rovas Foundation, ISBN 978-963-88437-4-6, available in Google Books at https://books.google.hu/books?id=TyK8azCqC34C&pg=PA1
- Kéki Béla: Az írás története, Gondolat, 1971.
- Rumi Tamás - Sípos László: Rovás Alapismeretek, 2010. ISBN 978-963-88437-1-5

## Székely-magyar rovásírásra átíró szövegszerkesztők
- Latin-kárpát-medencei rovásra átíró program
- Kliha Gergely által készített Firefox bővítmény, amely kárpát-medencei és székely-magyar rovásra is át tud alakítani